# Mount Matheson, British Columbia
Mount Matheson är ett berg i Kanada.   Det ligger i Capital Regional District och provinsen British Columbia, i den södra delen av landet, 3 600 km väster om huvudstaden Ottawa. Toppen på Mount Matheson är 292 meter över havet, eller 256 meter över den omgivande terrängen. Bredden vid basen är 4,6 km. Mount Matheson ligger vid sjön Matheson Lake.
Terrängen runt Mount Matheson är kuperad åt nordväst, men åt sydost är den platt. Havet är nära Mount Matheson söderut. Runt Mount Matheson är det ganska tätbefolkat, med 70 invånare per kvadratkilometer.. Närmaste större samhälle är Victoria, 19,8 km öster om Mount Matheson. 
I omgivningarna runt Mount Matheson växer i huvudsak blandskog.